# Salwah
Salwah (tiếng Ả Rập: صلوة) là một ngôi làng ở Syria, một phần hành chính của Tỉnh Idlib. Nó nằm ở phía tây của Thành phố chết. Các địa phương gần đó bao gồm Jalmah ở phía bắc, Darat Izza ở phía đông nam, Talaadah ở phía đông nam, al-Dana ở phía nam, Atme và Qah ở phía tây. Theo Cục Thống kê Trung ương Syria (CBS), Salwah có dân số 3.244 vào năm 2004.